# Muriel Sharp
Muriel Sharp (Londen, 2 mei 1953) is een wielrenner uit het Verenigd Koninkrijk.
Op de Olympische Zomerspelen van Los Angeles in 1984 reed ze de wegrace, waar ze als 30e eindigde.
Op de Brits kampioenschap wielrennen op de weg in 1984 werd ze derde.